# Adrià Ferran i Vallès
Adrià Ferran i Vallès   (Vilafranca del Penedès, 1774 - 1842) fou un escultor català.

## Biografia
Es té constància que als 20 anys pertanyia a un gremi i tenia taller propi. En els seus inicis es va dedicar a la imatgeria religiosa, i va realitzar diverses talles per al Convent de Santa Caterina (Barcelona).
El 1808 o 1809 es va exiliar a Mallorca a causa de la invasió francesa, i allà hi va obrir un taller d'estatuària i mobiliari. Va realitzar diverses imatges, crucifixos i ornaments per a les catedrals de Palma i Eivissa, així com per a diverses parròquies mallorquines i la Cartoixa de Valldemossa, on va confeccionar un Sant Bruno conservat actualment a la Catedral de Palma.
De tornada a Barcelona, entre 1822 i 1823 va elaborar el grup dels Sants Just i Pastor per a l'església homònima. El 1826 va realitzar una de les seves obres més significatives, la Font de Neptú, situada inicialment al Moll de la Riba i en l'actualitat a la plaça de la Mercè, davant de la basílica homònima.
El seu fill August Ferran (1813-1879) va ser també escultor. Nebot seu era el pintor Lluís Ferrant i Llausàs.